# LocoMundo
LocoMundo és un programa de televisió que s'emet en el canal #0 de la plataforma Movistar+. És un noticiari humorístic presentat per Héctor de Miguel Martín, Quequé, des de 2018, anteriorment per David Broncano que es va estrenar el 20 de setembre de 2016. El programa s'emet els dimarts a les 22.00 amb una durada de 25 minuts.

## Història
Després de l'èxit a la Cadena SER del seu programa radiofònic La vida moderna i les seves aparicions a A vivir que son dos días, David Broncano va fer el salt a la televisió privada col·laborant en el programa d'Andreu Buenafuente Late motiv. Arran d'això, les empreses productores del programa, Movistar+ i El Terrat, li ofereixen realitzar un programa propi en la mateixa cadena, i va néixer així LocoMundo.
Els col·laboradors del programa són Valeria Ros, Ignatius Farray, Dani Rovira, Jorge Ponce, Raúl Cimas, Rober Bodegas, Alberto Casado, Paco Calavera i Pablo Ibarburu, i pot ser convidat algun famós a participar en la secció d'aquest últim col·laborador esmentat.
El programa, visualment, està compost per una zona de monòleg enfront de les graderies del públic, una pantalla gegant on es mostren imatges i vídeos, una taula per les seccions de Quequé i Ricado Castella i certs elements decoratius com ara poden ser un coet i un astronauta, encara que no estan visibles en tots els programes. També es col·loquen elements virtuals en forma de pantalla on es mostren muntatges o vídeos.
La primera temporada de LocoMundo va començar a emetre's el 20 de setembre de 2016, finalitzant aquesta, després de 35 programes, el 23 de maig de 2017. La segona temporada va tenir començament el dimarts 12 de setembre de 2017.
L'emissió no és en directe, és un programa gravat. Unes hores després de l'emissió del programa es puja al canal oficial de #0 dividit en les seves respectives seccions. Els enregistraments del programa es realitzen els divendres de cada 15 dies, de 13.00 a 15.00 aproximadament, als estudis centrals de Movistar+ situats a la localitat madrilenya de Tres Cantos.
La direcció del programa està a càrrec del mateix David Broncano i Ricardo Castella, de la realització s'encarrega David Olivares i de la producció executiva Xen Subirats.
David Broncano, pel seu treball a Late motiv i LocoMundo, va guanyar el premi a "El més graciós de l'any" en els premis FesTVal (Festival Nacional de Televisió d'Espanya) 2017.
En la tercera temporada, Quequé es converteix en el presentador del programa, perquè David Broncano abandona el mateix, i comença a presentar i dirigir el programa La Resistencia. En aquesta tercera temporada col·laboren Valeria Ros i Pablo Ibarburu.

## Seccions LocoMundo amb Broncano
- Cabecera: Amb ella comença el programa, la sintonia és la cançó Rock de Europa, interpretada per Moris, del seu àlbum Fiebre de vivir (1978).

- Monólogo introductorio: Monòleg breu on Quequé dona la benvinguda i introdueix algun tema d'actualitat.

- Monólogo temático: Aquí es desenvolupa el tema a tractar durant tot el programa en clau d'humor. Inclou vídeos, imatges i muntatges fotogràfics per a aportar dinamisme.

- Irse Lejos: Secció locutada per Jorge Ponce on es mostra de manera satírica que no fa falta anar-se a un altre país per a gaudir de llocs fantàstics.

- Ignatius del desierto: Ignatius Farray, vestit amb armilla, barret de copa i portant un bastó, parla d'un tema en concret sense pèls en la llengua.

- Quequé: Secció que es desenvolupa en la taula del programa, on s'amplia el tema principal del programa.

- Ricardo Castella: Igual que Quequé, amplia el tema principal des de la taula del programa.

- El mundo es la po***: Secció dirigida per Jorge Ponce on es mostra, mitjançant muntatges de vídeo, curiositats de certes cultures, col·lectius o professions.

- A bote pronto con Dani Rovira: Quequé i Rovira se senten l'un davant de l'altre i improvisen sobre un tema concret que l'humorista desconeix per complet.

- Original Criminals: Raúl Cimas fa un reportatge fictici simulant una recerca policíaca.

- Informe Calavera: Secció protagonitzada pel còmic Paco Calavera, que parla de temes d'actualitat internacional.

- Palabras Mayores: Paròdia dels programes de temàtica paranormal presentada per Paco Calavera. Pot incloure la participació d'algun personatge famós en certes edicions.

- ¿Quién gana a hostias?: Secció on s'enfronta bèl·licament (dins de la ficció) a dos països que no tenen cap conflicte. Se li atorguen punts a cadascun i al final es dictamina un guanyador.

- Gente Mejor: Secció duta a terme pel duo còmic Pantomima Full, format per Rober Cellers i Alberto Casado.

- Monólogo de clausura: omiat del programa fent esment a l'esdevingut amb un gag final, normalment.

## Seccions LocoMundo con Quequé
- El Mundo Today Peça informativa amb notícies fictícies sobre el tema d'aquesta setmana.

- Valeria Ros Secció que es desenvolupa en la taula del programa, on s'amplia el tema principal del programa.

- Pablo Ibarburu Àmplia el tema del programa amb un toc d'humor satíric.

- United Unknown Peça d'edició amb caràcter política que fa una reflexió sobre l'actualitat.

- Lo hay en el mundo Jorge Ponce tracta un aspecte del tema que es tracta aquesta setmana i li dona una qualificació.

## Temporades

### Primera temporada (2016-2017)
| Llista d'episodis emesos | Llista d'episodis emesos | Llista d'episodis emesos         | Llista d'episodis emesos | Llista d'episodis emesos | Llista d'episodis emesos |
| #Total                   | #Temp.                   | Tema del programa                | Hashtag                  | Data d'emissió!          |                          |
| ------------------------ | ------------------------ | -------------------------------- | ------------------------ | ------------------------ | ------------------------ |
| 1                        | 1                        | Nacionalismo                     | #LocoMundo1              | 20/09/2016               |                          |
| 2                        | 2                        | Superpoblación                   | #LocoMundo2              | 27/09/2016               |                          |
| 3                        | 3                        | La seguridad                     | #LocoMundo3              | 04/10/2016               |                          |
| 4                        | 4                        | El día de la hispanidad          | #LocoMundo4              | 11/10/2016               |                          |
| 5                        | 5                        | Portugal                         | #LocoMundo5              | 18/10/2016               |                          |
| 6                        | 6                        | Maltrato animal                  | #LocoMundo6              | 25/10/2016               |                          |
| 7                        | 7                        | Democracia                       | #LocoMundo7              | 08/11/2016               |                          |
| 8                        | 8                        | La muerte                        | #LocoMundo8              | 15/11/2016               |                          |
| 9                        | 9                        | Haters                           | #LocoMundo9              | 22/11/2016               |                          |
| 10                       | 10                       | La corrupción                    | #LocoMundo10             | 29/11/2016               |                          |
| 11                       | 11                       | La libertad de expresión         | #LocoMundo11             | 13/12/2016               |                          |
| 12                       | 12                       | Greatest hits (Mejores momentos) | #LocoMundo12             | 20/12/2016               |                          |
| 13                       | 13                       | Drogas                           | #LocoMundo13             | 10/01/2017               |                          |
| 14                       | 14                       | Ultraderecha                     | #LocoMundo14             | 17/01/2017               |                          |
| 15                       | 15                       | Jeques                           | #LocoMundo15             | 24/01/2017               |                          |
| 16                       | 16                       | Los indígenas                    | #LocoMundo16             | 31/01/2017               |                          |
| 17                       | 17                       | Posverdad                        | #LocoMundo17             | 07/02/2017               |                          |
| 18                       | 18                       | Desigualdad                      | #LocoMundo18             | 14/02/2017               |                          |
| 19                       | 19                       | Biohacking                       | #LocoMundo19             | 21/02/2017               |                          |
| 20                       | 20                       | Los límites del humor            | #LocoMundo20             | 28/02/2017               |                          |
| 21                       | 21                       | Coaching                         | #LocoMundo21             | 07/03/2017               |                          |
| 22                       | 22                       | Economías colaborativas          | #LocoMundo22             | 14/03/2017               |                          |
| 23                       | 23                       | Alimentación                     | #LocoMundo23             | 21/03/2017               |                          |
| 24                       | 24                       | China                            | #LocoMundo24             | 28/03/2017               |                          |
| 25                       | 25                       | Dictadores                       | #LocoMundo25             | 04/04/2017               |                          |
| 26                       | 26                       | Amor milenial                    | #LocoMundo26             | 18/04/2017               |                          |
| 27                       | 27                       | Fe y creencias                   | #LocoMundo27             | 25/04/2017               |                          |
| 28                       | 28                       | Periodismo                       | #LocoMundo28             | 02/05/2017               |                          |
| 29                       | 29                       | Ciberacoso                       | #LocoMundo29             | 09/05/2017               |                          |
| 30                       | 30                       | Eutanasia                        | #LocoMundo30             | 16/05/2017               |                          |
| 31                       | 31                       | F.B.I.                           | #LocoMundo31             | 23/05/2017               |                          |
| 32                       | 32                       | Gentrificación                   | #LocoMundo32             | 30/05/2017               |                          |
| 33                       | 33                       | Chefs                            | #LocoMundo33             | 06/06/2017               |                          |
| 34                       | 34                       | Industria musical                | #LocoMundo34             | 13/06/2017               |                          |
| 35                       | 35                       | Cambio climático                 | #LocoMundo35             | 20/06/2017               |                          |

### Segona temporada (2017)
| Llista d'episodis emesos | Llista d'episodis emesos | Llista d'episodis emesos | Llista d'episodis emesos | Llista d'episodis emesos | Llista d'episodis emesos |
| #Total                   | #Temp.                   | Tema del programa        | Hashtag                  | Data d'emissió!          |                          |
| ------------------------ | ------------------------ | ------------------------ | ------------------------ | ------------------------ | ------------------------ |
| 36                       | 1                        | Terrorismo               | #LocoMundo36             | 12/09/2017               |                          |
| 37                       | 2                        | Medicinas alternativas   | #LocoMundo37             | 19/09/2017               |                          |
| 38                       | 3                        | Porno                    | #LocoMundo38             | 26/09/2017               |                          |
| 39                       | 4                        | Youtubers                | #LocoMundo39             | 03/10/2017               |                          |
| 40                       | 5                        | Guerra                   | #LocoMundo40             | 10/10/2017               |                          |
| 41                       | 6                        | Basura                   |                          | 17/10/2017               |                          |
| 42                       | 7                        | Deep Web                 |                          | 24/10/2017               |                          |
| 43                       | 8                        | Trabajo                  |                          | 31/10/2017               |                          |
| 44                       | 9                        | Rusia                    |                          | 07/11/2017               |                          |
| 45                       | 10                       | Franquismo               |                          | 14/11/2017               |                          |
| 46                       | 11                       | Robots                   |                          | 21/11/2017               |                          |
| 47                       | 12                       | Aborto                   |                          | 28/11/2017               |                          |
| 48                       | 13                       | Constitución             |                          | 05/12/2017               |                          |
| 49                       | 14                       | Europa                   |                          | 12/12/2017               |                          |
| 50                       | 15                       | Last Christtmas          |                          | 19/12/2017               |                          |

### Tercera temporada (2018)
| Llista d'episodis emesos | Llista d'episodis emesos | Llista d'episodis emesos | Llista d'episodis emesos        | Llista d'episodis emesos | Llista d'episodis emesos |
| #Total                   | #Temp.                   | Tema del programa        | Hashtag                         | Data d'emissió           |                          |
| ------------------------ | ------------------------ | ------------------------ | ------------------------------- | ------------------------ | ------------------------ |
| 51                       | 1                        | Paraísos Fiscales        | #LocoMundoTerrorismo            | 06/02/2018               |                          |
| 52                       | 2                        | Estupidez                | #LocoMundoMedicinasalternativas | 13/02/2018               |                          |
| 53                       | 3                        | 23 - F                   | #LocoMundo23-F                  | 20/02/2018               |                          |
| 54                       | 4                        | Pobreza Cool             | #LocoMundoPobrezaCool           | 27/02/2018               |                          |
| 55                       | 5                        | Populismo                | #LocoMundoPopulismo             | 06/03/2018               |                          |
| 56                       | 6                        | Lo natural               | #LocoMundoLoNatural             | 13/03/2018               |                          |
| 57                       | 7                        | Turismo                  | #LocoMundoTurismo               | 20/03/2018               |                          |
| 58                       | 8                        | Transgénicos             | #LocoMundoTransgénicos          | 03/04/2018               |                          |
| 59                       | 9                        | Juego                    | #LocoMundoJuego                 | 10/04/2018               |                          |
| 60                       | 10                       | Monarquía y República    | #LoocoMundoMonarquíayRepública  | 24/04/2018               |                          |
| 61                       | 11                       | Pensiones                | #LocoMundoPensiones             | 08/05/2018               |                          |
| 62                       | 12                       | Belleza                  | #LocoMundoBelleza               | 15/05/2018               |                          |
| 63                       | 13                       | Mayo del 68              | #LocoMundoMayodel68             | 22/05/2018               |                          |
| 64                       | 14                       | Refugiados               | #LocoMundoRefugiados            | 29/05/2018               |                          |
| 65                       | 15                       | Poscensura               | #LocoMundoPoscensura            | 05/06/2018               |                          |
| 66                       | 16                       | Feminismo                | #LocoMundoFeminismo             | 12/06/2018               |                          |
| 67                       | 17                       | Postureo                 | #LocoMundoPostureo              | 26/06/2018               |                          |
| 68                       | 18                       | Orgullo LGTBI            | #LocoMundoOrgulloLGTBI          | 03/07/2018               |                          |

### Quarta temporada (2018 - actualitat)
| Llista d'episodis emesos | Llista d'episodis emesos | Llista d'episodis emesos | Llista d'episodis emesos | Llista d'episodis emesos |
| #Total                   | #Temp.                   | Tema del programa        | Data d'emissió           |                          |
| ------------------------ | ------------------------ | ------------------------ | ------------------------ | ------------------------ |
| 69                       | 1                        | España                   | 19/10/2018               |                          |
| 70                       | 2                        | Vida Extraterrestre      | 23/10/2018               |                          |
| 71                       | 3                        | La Empresa               | 30/10/2018               |                          |
| 72                       | 4                        | Movilidad                | 06/11/2018               |                          |
| 73                       | 5                        | Prostitución             | 13/11/2018               |                          |
| 74                       | 6                        | Conspiranoia             | 20/11/2018               |                          |
| 75                       | 7                        | El Dinero                | 27/11/2018               |                          |
| 76                       | 8                        | Mascotas                 | 04/12/2018               |                          |
| 77                       | 9                        | Armas                    | 11/12/2018               |                          |
| 78                       | 10                       | La Suerte                | 18/12/2018               |                          |
| 79                       | 11                       | Consumismo               | 08/01/2019               |                          |
| 80                       | 12                       | Deportes                 | 15/01/2019               |                          |
| 81                       | 13                       | Banderas                 | 22/01/2019               |                          |
| 82                       | 14                       | Moda                     | 29/01/2019               |                          |
| 83                       | 15                       | Energía Nuclear          | 05/02/2019               |                          |
| 84                       | 16                       | Amor                     | 12/02/2019               |                          |
| 85                       | 17                       | Arte                     | 19/02/2019               |                          |
| 86                       | 18                       | Gibraltar                | 26/02/2019               |                          |
| 87                       | 19                       | Salud                    | 05/03/2019               |                          |
| 88                       | 20                       | Racismo                  | 12/03/2019               |                          |
| 89                       | 21                       | Familia                  | 19/03/2019               |                          |
| 90                       | 22                       | Guerra Civil             | 26/03/2019               |                          |
| 91                       | 23                       | Apocalipsis              | 02/04/2019               |                          |
| 92                       | 24                       | La Caza                  | 09/04/2019               |                          |
| 93                       | 25                       | Elecciones               | 23/04/2019               |                          |
| 94                       | 26                       | Carrera Espacial         | 30/04/2019               |                          |
| 95                       | 27                       | Lo Rural                 | 07/05/2019               |                          |